# 에마누엘 로이체

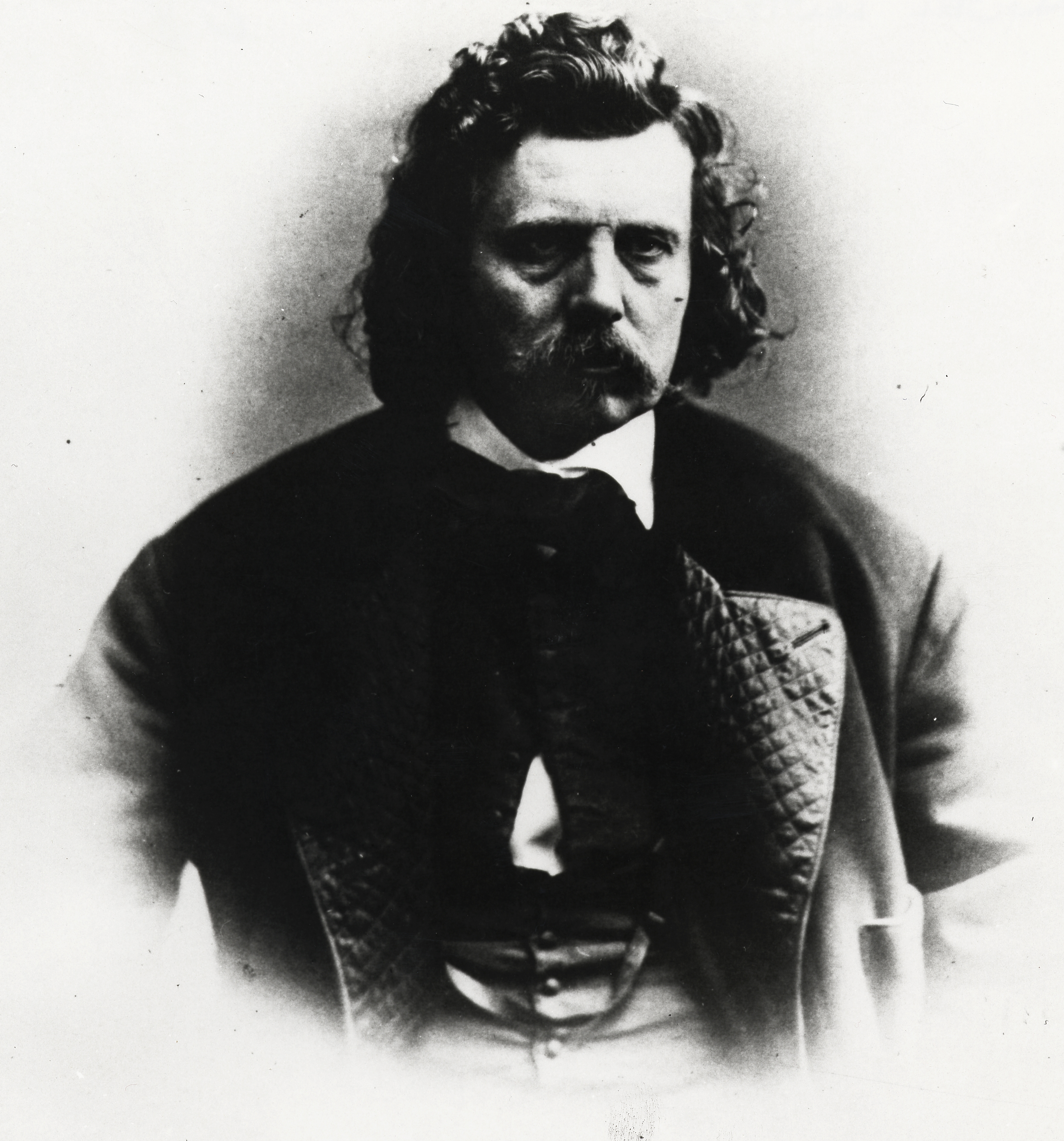

에마누엘 로이체(Emanuel Leutze, 본명: Emanuel Gottlieb Leutze, 1816년 5월 24일 – 1868년 7월 18일)는 독일 태생의 미국 역사 화가로 1851년 작품 "Washington Crossing the Delaware"로 가장 잘 알려져 있다. 뒤셀도르프 회화 학교에 소속되어 있다.

## 생애
로이체는 뷔르템베르크 왕국 슈베비쉬그뮌트에서 태어났다. 나중에 어린 시절인 1825년에 미국으로 건너왔다. 부모는 처음에는 버지니아주 프레더릭스버그 (버지니아주)에 정착한 다음 필라델피아에 정착했다. 그의 예술적 재능이 처음으로 발전한 것은 그가 아버지의 병상에 누워 있을 때, 오랜 기다림의 시간을 채우기 위해 그림을 그리려고 했을 때였다. 그의 아버지는 1831년에 사망했다. 14세에 그는 한 장에 5달러를 받고 초상화를 그렸다. 이러한 일을 통해 그는 아버지가 돌아가신 후 생계를 꾸려 나갔다. 1834년에 그는 필라델피아의 초상화 화가인 존 루벤스 스미스(John Rubens Smith) 수업에서 처음으로 미술 교육을 받았다. 그는 곧 능숙해졌고 워싱턴에서 저명한 미국 정치가들의 초상화를 출판하려는 계획을 추진했다. 그러나 그는 약간의 격려만을 받았다.